# 女島 (島根県隠岐の島町)

竹島地域の地図

女島（めじま）または東島（ひがしじま）は島根県隠岐郡隠岐の島町に所在する島嶼。大韓民国との係争地となっている竹島（韓国名：独島）を構成する島のひとつ。

## 位置
- 北緯37度14分26.8秒 東経131度52分10.5秒 / 北緯37.240778度 東経131.869583度
- 女島 (島根県隠岐の島町) - 地理院地図
- 女島（島根県隠岐の島町） - Google マップ

## 概要

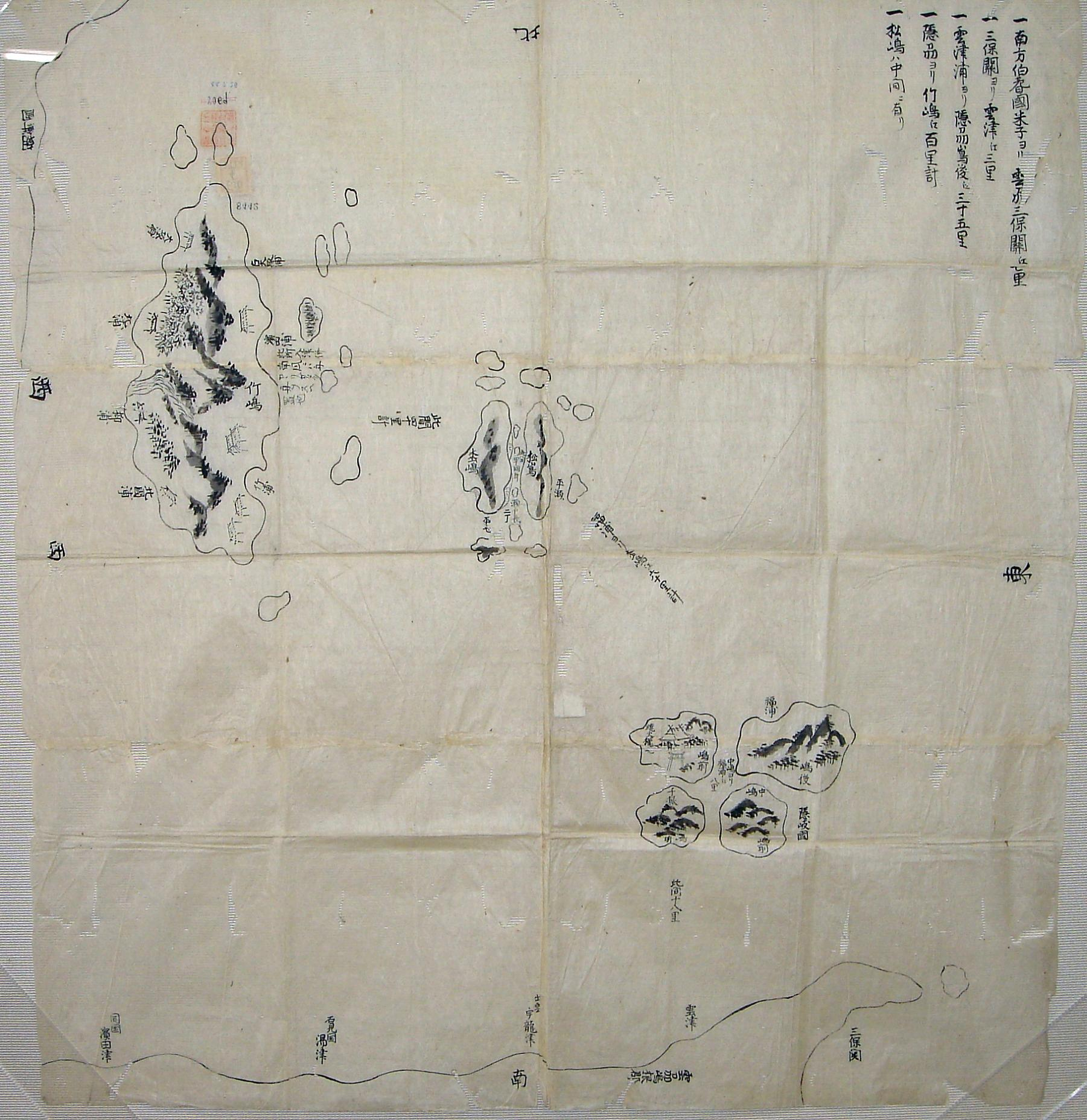
隠岐、松島（現：竹島）、竹島（現：鬱陵島）を描いた1724年の鳥取藩作成の地図

日本の国土地理院が2007年12月発行の2万5千分の1の地形図には竹島の2つの島を「東島」と「西島」と表記しているが、隠岐の島町では資料の調査や聞き取り調査を行い、この島については「女島（めじま）（東島（ひがしじま））」と決定され、西島については「男島（おじま）（西島（にしじま））」とするとともに岩礁や湾などの名称を定め、2013年6月に国土地理院に申請した。
海抜98メートルで男島に比べると低い。周囲は断崖絶壁で、飲料水に乏しく、人の住みにくい環境である。面積は0.07平方キロメートルである。男島よりやや狭小だが、表面積は女島の方がやや上回っている。男島とのあいだの距離は151メートルである。女島の断崖の高さは10メートルないし20メートルであり、2つの大きな洞窟がある。
女島は、男島とともに現代からおよそ460万年前から250万年前（新生代第三紀の鮮新世）の海底火山活動により誕生した火山島であり、水深約2,000mの海底から噴出した溶岩が硬化したことにより形成されたと考えられる。また、岩石と地質構造の分析結果によると、竹島は単一の火山爆発によって形成されたものではなく、200万年以上の長い期間の断続的爆発と噴火によってかたちづくられたものである。女島にある火口跡を満たす粗面安山岩は270万年前に生成されたと考えられる。
1952年、韓国政府はいわゆる「李承晩ライン」（1965年に廃止）を公海上に設定し、その際に領土権を主張して「独島」の領土標を立て、1954年には武力要員を常駐させて実効支配を開始した。現在は、軍に準ずる装備を持つ韓国国家警察慶北警察庁独島警備隊の武装警察官40名と、灯台管理のため海洋水産部職員3名を常駐させるなど、軍事要塞化を進めている。また韓国海軍や海洋警察庁が、その領海海域を常時武装監視し、日本側の接近を厳重に警戒している。そのため、日本の海上保安庁の船舶や漁船はこの島の領海内には入れない状態が続いている。女島には、日本政府の再三の抗議にもかかわらず、韓国政府は灯台、ヘリポート、レーダーを設置した。他に、女島に設置されている施設には、船舶の接岸場、警備隊宿舎、気象観測台、送受信塔がある。